# Museu de Arte Sacra do Pilar
O Museu de Arte Sacra do Pilar é um museu brasileiro localizado em Ouro Preto, no estado de Minas Gerais. Formado inicialmente em 1965 pelo pároco José Feliciano da Costa Simões, foi constituído juridicamente em 2 de setembro de 1989 e reinaugurado em maio de 2000. Está instalado  no subsolo da Igreja Matriz de Nossa Senhora do Pilar, mas também desenvolve exposições itinerantes.

## Acervo
O acervo compreende cerca de 8 mil peças dos séculos XVII ao XIX que trazem vestígios da religião e cultura da antiga Vila Rica. Uma biblioteca especializada em arte sacra e história de Minas Gerais também acompanha o museu.
A exposição é feita em seis salas e vitrines temáticas com pratarias, mobiliário, paramentos, imagens religiosas do século XVIII e algumas das vestimentas usadas na celebração do Triunfo Eucarístico e Semana Santa, além de documentos e móveis.
Destaques para a imagem de Nossa Senhora das Mercês, com brincos de topázio imperial, atribuída a Aleijadinho e que ficou desaparecida por décadas até ser reencontrada em um antiquário; e para as produções de Francisco Xavier de Brito. Há ainda esculturas em madeira de Cristo, anjos tocheiros e santos de roca.